# Dix-neuvième district congressionnel de Californie
Le 19e district congressionnel de Californie est un district de l'État américain de Californie, actuellement représenté par le Démocrate Jimmy Panetta.
À la suite du redécoupage en 2021, le district comprend la majeure partie du Comté de Santa Cruz et des parties du Comté de Santa Clara, du Comté de Monterey et du Comté de San Luis Obispo. Le nouveau 19e district comprend le côté sud de San José et les villes entières de Santa Cruz, Monterey, Seaside, Paso Robles et Atascadero. La majeure partie de la zone faisait auparavant partie du 20e district, qui a été transféré dans la Central Valley.
Pendant une grande partie du 20e siècle avant le début des années 1990, le district englobait des zones situées au sud et une grande partie du Comté de Los Angeles, en Californie. Peu à peu, il a été redéfini pour englober les comtés du centre et du nord.

## Géographie
| #  | Comté           | Siège           | Population |
| -- | --------------- | --------------- | ---------- |
| 53 | Monterey        | Salinas         | 430 723    |
| 79 | San Luis Obispo | San Luis Obispo | 281 639    |
| 85 | Santa Clara     | San Jose        | 1 877 592  |
| 87 | Santa Cruz      | Santa Cruz      | 261 547    |

Depuis le redécoupage de 2020, le 19e district congressionnel de Californie est situé sur la côte centrale. Il englobe la majeure partie du Comté de Santa Cruz, l'intérieur du Comté de Santa Clara, le nord du Comté de San Luis Obispo et la côte du Comté de Monterey.
Le Comté de Santa Clara est divisé entre ce comté, le 16e district et le 18e district. Les 19e et 16e sont séparés par Old Santa Cruz Highway, Aldercroft Hts Rd, Weaver Rd, Soda Springs Rd, Love Harris Rd, Pheasant Creek, Guadalupe Creek, Guadalupe Mines Rd, Oak Canyon Dr, Coleman Rd, Meridian Ave, Highway G8, Guadalupe River, W Capitol Expressway, Senter Rd, Sylvandale Ave, Yerba Buena Rd, Silver Creek Rd et E Capitol Expressway. Les 19e et 18e sont séparés par Pajaro River, Highway 129, W Beach St, Lee Rd, Highway 1, Harkins Slough Rd, Harkins Slough, Old Adobe Rd, Corralitos Creek, Varin Rd, Pioneer Rd, Green Valley Rd, Casserly Rd, Mont Madonna Rd. Le 19e district englobe la partie sud-ouest de la ville de San Jose.
Le Comté de Monterey est divisé entre ce district et le 18e district. Ils sont divisés par Union Pacific, Highway G12, Elkhorn Rd, Echo Valley Rd, Maher Rd, Maher Ct, La Encina Dr, Crazy Horse Canyon Rd, San Juan Grade Rd, Highway 101, Espinosa Rd, Castroville Blvd, Highway 156, Highway 1, Tembladero Slough, Highway 183, Cooper Rd, Blanco Rd, Salinas River, Davis Rd, Hitchcock Rd, Highway 68, E Blanco Rd, Nutting St, Abbott St, Highway G17, Limekiln Creek, Likekiln Rd, Rana Creek, Tularcitos Creek, Highway G16, Tassajara Rd, Camp Creek, Lost Valley Creek, Lost Valley Conn, N Coast Rdg, 2 Central Coa, Cone Peak Rd, Nacimiento Fergusson Rd, Los Bueyes Creek et la frontière sud du Comté de Monterey. Le 19e district comprend la majeure partie de la localité désignée par le recensement de Prunedale, une partie de la census-designated place de Castroville, les villes de Monterey, Seaside, Pacific Grove, Marina, Sand City, Del Rey Oaks, la ville de Carmel-by. -the-Sea et les census-designated places de Moss Landing, Elkhorn, Del Monte Forest, Carmel Valley Village et Spreckels.
Le Comté de San Luis Obispo est divisé entre ce district et le 24e district. Ils sont divisés par lHighway 1, Cayucos Creek Rd, Thunder Canyon Rd, Old Creek Rd, Santa Rita Rd, Tara Creek, Fuentes Rd, Highway 41, San Miguel Rd, Palo Verde Rd, Old Morro Rd, Los Osos Rd, San Rafael Rd, Atascadero Ave, San Antonio Rd, N Santa Margarita Rd, Santa Clara Rd, Rocky Canyon Truck Trail, Highway 229, Lion Ridge Rd, O'Donovan Rd, Highway 58, Calf Canyon Highway, La Panza Rd, Upton Canyon Rd, Camatta Creek Rd, San Juan Creek, and Bitterwater Rd. Le 19e district comprend les villes d'Atascadero et Paso Robles et les census-designated places de San Simeon, Cambria, Oak Shores, Lake Nacimiento, San Miguel, Templeton, Creston, Whitley Gardens et Shandon.
Le Comté de Santa Cruz est divisé entre ce district et le 18e district. Ils sont divisés par Pajaro River, Highway 129, W Beach St, Lee Rd, Highway 1, Harkins Slough Rd, Harkins Slough, Old Adobe Rd, Corralitos Creek, Varin Rd, Pioneer Rd, Green Valley Rd, Casserly Rd, Mt Madonna Rd. Le 19e district comprend une petite partie de la ville de Watsonville, les villes de Santa Cruz, Scotts Valley et Capitola, ainsi que les census-designated places de Boulder Creek, Brookdale, Lompico, Zayante, Davenport, Bonny Doon, Felton, Ben Lomond, Mont Hermon, Paradise Park, Pasatiempo, Twin Lakes, Live Oak, Pleasure Point, Soquel, Day Valley, Aptos, Seacliff, Rio del Mar, Corralitos, Aptos Hills-Larkin Valley, La Selva Beach et Pajaro Dunes.

### Villes et census-disgnated places avec 10 000 habitants ou plus
- San José - 971 233
- Santa Cruz - 64 075
- Watsonville - 52 590
- Seaside - 32 366
- Paso Robles - 31 490
- Monterey - 30 218
- Atascadero - 29 773
- Marina - 22 359
- Prunedale - 18 885
- Live Oak - 17 038
- Pacific Grove - 15 090
- Scotts Valley - 12 224

### Villes de 2500 à 10 000 personnes
- Soquel - 9980
- Rio del Mar - 9128
- Capitola - 9456
- Templeton - 8386
- Castroville - 7515
- Aptos - 6664
- Ben Lomond - 6337
- Pleasure Point - 5821
- Cambria - 5658
- Boulder Creek - 5429
- Twin Lakes - 4944
- Carmel Valley Village - 4524
- Felton - 4489
- Del Monte Forest - 4204
- Day Valley - 3410
- Seacliff - 3280
- Carmel-by-the-Sea - 3220
- San Miguel - 3172
- Lake Nacimiento - 2956
- Bonny Doon - 2868
- La Selva Beach - 2531

## Historique de vote
| Années | Poste      | Résultats                      |
| ------ | ---------- | ------------------------------ |
| 1992   | Président  | Bush 43,5 % – 38,1 %           |
| 1992   | Sénateur   | Herschensohn 59,1 % – 33,6 %   |
| 1992   | Sénateur   | Seymour 51,5 % – 41,7 %        |
| 2000   | Président  | GW Bush 57,6 % – 38,2 %        |
| 2000   | Sénateur   | Feinstein 47,9 % – 45,1 %      |
| 2002   | Gouverneur | Simon 56,6 % – 35,7 %          |
| 2003   | Rappel,    | Oui 67,9 % - 32,1 %            |
| 2003   | Rappel,    | Schwarzenegger 52,8 % – 23,1 % |
| 2004   | Président  | Bush 61,6 % – 37,9 %           |
| 2004   | Sénateur   | Jones 54,9 % – 42,1 %          |
| 2006   | Gouverneur | Schwarzenegger 69,3 % – 26,6 % |
| 2006   | Sénateur   | Mountjoy 48,6 % – 46,8 %       |
| 2008   | Président  | McCain 52,1 % – 46,0 %         |
| 2010   | Gouverneur | Whitman 54,8 % – 39,6 %        |
| 2010   | Sénateur   | Fiorina 59,4 % – 34,5 %        |
| 2012   | Président  | Obama 71,2 % – 26,5 %          |
| 2012   | Sénateur   | Feinstein 73,5 % – 26,5 %      |
| 2014   | Gouverneur | Brown 73,4 % – 26,6 %          |
| 2016   | Président  | H. Clinton 72,9 % – 21,5 %     |
| 2016   | Sénateur   | Harris 59.1 – 40.1%            |
| 2018   | Gouverneur | Newsom 70,3 % – 29,7 %         |
| 2018   | Sénateur   | Feinstein 58,4 % – 41,6 %      |
| 2020   | Président  | Biden 70,0 % – 27,9 %          |
| 2021   | Rappel     | Non 71,7 % - 28,3 %            |
| 2022   | Gouverneur | Newsom 65,3 % - 34,7 %         |
| 2022   | Sénateur   | Padilla 67,2 % - 32,8 %        |

## Liste des représentants du district
| Membre                         | Parti       | Années                            | Congrès     | Histoire électorale | Zone géographique |
| ------------------------------ | ----------- | --------------------------------- | ----------- | --- | --- |
| District created March 4, 1933 |             |                                   |             | | |
| Sam L. Collins (en)            | Républicain | 4 mars 1933 - 3 janvier 1937      | 73e , 74e   | Élu en 1932. Réélu en 1934. Perds sa réélection. | 1933–1943 Orange, Riverside, San Bernardino                                                                                 |
| Harry R. Sheppard (en)         | Démocrate   | 3 janvier 1937 - 3 janvier 1943   | 75e - 77e   | Élu en 1936. Réélu en 1938. Réélu en 1940. Redécoupage vers le 21e district. | 1933–1943 Orange, Riverside, San Bernardino                                                                                 |
| Chester E. Holifield (en)      | Démocrate   | 3 janvier 1943 - 31 décembre 1974 | 78e - 93e   | Élu en 1942. Réélu en 1944. Réélu en 1946. Réélu en 1948. Réélu en 1950. Réélu en 1952. Réélu en 1954. Réélu en 1956. Réélu en 1958. Réélu en 1960. Réélu en 1962. Réélu en 1964. Réélu en 1966. Réélu en 1968. Réélu en 1970. Réélu en 1972. Retrait et démissionne avant la fin de son mandat | 1943–1975 Los Angeles |
| Vacant                         | Vacant      | 31 décembre 1974 - 3 janvier 1975 | 93          | | 1943–1975 Los Angeles |
| Robert J. Lagomarsino (en)     | Républicain | 3 janvier 1975 - 3 janvier 1993   | 94e - 102e  | Redécoupage depuis le 13e district et réélu en 1974. Réélu en 1976. Réélu en 1978. Réélu en 1980. Réélu en 1982. Réélu en 1984. Réélu en 1986. Réélu en 1988. Réélu en 1990. Redécoupage vers le 22e district et pers sa réélection.                                                            | 1975–1983 San Luis Obispo (Partie Sud), Santa Barbara, Ventura (Partie Ouest)                                               |
| Robert J. Lagomarsino (en)     | Républicain | 3 janvier 1975 - 3 janvier 1993   | 94e - 102e  | Redécoupage depuis le 13e district et réélu en 1974. Réélu en 1976. Réélu en 1978. Réélu en 1980. Réélu en 1982. Réélu en 1984. Réélu en 1986. Réélu en 1988. Réélu en 1990. Redécoupage vers le 22e district et pers sa réélection.                                                            | 1983–1993 Santa Barbara, Ventura                                                                                            |
| Richard H. Lehman (en)         | Démocrate   | 3 janvier 1993 - 3 janvier 1995   | 103e        | Redécoupage vers le 18e district et réélu en 1992. Perds sa réélection. | 1993–2003 Fresno (Parti Est), Madera, Mariposa, Tulare (Partie Nord)                                                        |
| George Radanovich (en)         | Républicain | 3 janvier 1995 - 3 janvier 2011   | 104e - 111e | Élu en 1994. Réélu en 1996. Réélu en 1998. Réélu en 2000. Réélu en 2002. Réélu en 2004. Réélu en 2006. Réélu en 2008. Retrait. | 1993–2003 Fresno (Parti Est), Madera, Mariposa, Tulare (Partie Nord)                                                        |
| George Radanovich (en)         | Républicain | 3 janvier 1995 - 3 janvier 2011   | 104e - 111e | Élu en 1994. Réélu en 1996. Réélu en 1998. Réélu en 2000. Réélu en 2002. Réélu en 2004. Réélu en 2006. Réélu en 2008. Retrait. | 2003–2013 Fresno (Parti Nord), Mariposa, Madera, Stanislaus (Partie Est), Tuolumne                                          |
| Jeff Denham                    | Républicain | 3 janvier 2011 - 3 janvier 2013   | 112e        | Élu en 2010. Redécoupage vers le 10e district. | |
| Zoe Lofgren                    | Démocrate   | 3 janvier 2013 - 3 janvier 2023   | 113e - 117e | Redécoupage depuis le 16e district et réélue en 2012. Réélue en 2014. Réélue en 2016. Réélue en 2018. Réélue en 2020. Redécoupage vers le 18e district. | 2013–2023 Santa Clara |
| Jimmy Panetta                  | Démocrate   | 3 janvier 2023 - en cours         | 118e - 119e | Redécoupage depuis le 20e district et réélu en 2022. Réélu en 2024. | 2023–en cours Comtés de Monterey et de San Benito, la plupart du comté de Santa Cruz et des parties du comté de Santa Clara |

## Résultats des récentes élections
Voici les résultats des dix précédents cycles électoraux dans le district.

### 2004
| Élection de 2004 du 19e district congressionnel de Californie | Élection de 2004 du 19e district congressionnel de Californie | Élection de 2004 du 19e district congressionnel de Californie | Élection de 2004 du 19e district congressionnel de Californie | Élection de 2004 du 19e district congressionnel de Californie |
| ------------------------------------------------------------- | ------------------------------------------------------------- | ------------------------------------------------------------- | ------------------------------------------------------------- | ------------------------------------------------------------- |
| Parti                                                         | Parti                                                         | Candidat                                                      | Votes                                                         | %                                                             |
|                                                               | Républicain                                                   | George Radanovich (en) (sortant)                              | 155 354                                                       | 66,1                                                          |
|                                                               | Démocrate                                                     | James Lex Bufford                                             | 79 970                                                        | 27,2                                                          |
|                                                               | Vert                                                          | Larry R Mullen                                                | 15 863                                                        | 6,7                                                           |
| Total des votes                                               | Total des votes                                               | Total des votes                                               | 251 187                                                       | 100%                                                          |
|                                                               | Les Républicains conservent                                   |                                                               |                                                               |                                                               |

### 2006
| Élection de 2006 du 19e district congressionnel de Californie | Élection de 2006 du 19e district congressionnel de Californie | Élection de 2006 du 19e district congressionnel de Californie | Élection de 2006 du 19e district congressionnel de Californie | Élection de 2006 du 19e district congressionnel de Californie |
| ------------------------------------------------------------- | ------------------------------------------------------------- | ------------------------------------------------------------- | ------------------------------------------------------------- | ------------------------------------------------------------- |
| Parti                                                         | Parti                                                         | Candidat                                                      | Votes                                                         | %                                                             |
|                                                               | Républicain                                                   | George Radanovich (en) (sortant)                              | 110 246                                                       | 60,6                                                          |
|                                                               | Démocrate                                                     | T.J. Cox                                                      | 71 748                                                        | 39,4                                                          |
| Total des votes                                               | Total des votes                                               | Total des votes                                               | 181 994                                                       | 100%                                                          |
|                                                               | Les Républicains conservent                                   |                                                               |                                                               |                                                               |

### 2008
| Élection de 2008 du 19e district congressionnel de Californie | Élection de 2008 du 19e district congressionnel de Californie | Élection de 2008 du 19e district congressionnel de Californie | Élection de 2008 du 19e district congressionnel de Californie | Élection de 2008 du 19e district congressionnel de Californie |
| ------------------------------------------------------------- | ------------------------------------------------------------- | ------------------------------------------------------------- | ------------------------------------------------------------- | ------------------------------------------------------------- |
| Parti                                                         | Parti                                                         | Candidat                                                      | Votes                                                         | %                                                             |
|                                                               | Républicain                                                   | George Radanovich (en) (sortant)                              | 179 245                                                       | 98,43                                                         |
|                                                               | Démocrate                                                     | Peter Leinau (write-in)                                       | 2490                                                          | 1,37                                                          |
|                                                               | Indépendant                                                   | Phil Rockey (write-in)                                        | 366                                                           | 0,20                                                          |
| Total des votes                                               | Total des votes                                               | Total des votes                                               | 182 101                                                       | 100%                                                          |
|                                                               | Les Républicains conservent                                   |                                                               |                                                               |                                                               |

### 2010
Cette élection fut la dernière avant que le 19e district soit redessiné. Jeff Denham a remporté sa réélection de 2012 en tant que Représentant du 10e district.
| Élection de 2010 du 19e district congressionnel de Californie | Élection de 2010 du 19e district congressionnel de Californie | Élection de 2010 du 19e district congressionnel de Californie | Élection de 2010 du 19e district congressionnel de Californie | Élection de 2010 du 19e district congressionnel de Californie |
| ------------------------------------------------------------- | ------------------------------------------------------------- | ------------------------------------------------------------- | ------------------------------------------------------------- | ------------------------------------------------------------- |
| Parti                                                         | Parti                                                         | Candidat                                                      | Votes                                                         | %                                                             |
|                                                               | Républicain                                                   | Jeff Denham                                                   | 128 394                                                       | 64,6                                                          |
|                                                               | Démocrate                                                     | Loraine Goodwin                                               | 69 912                                                        | 35,2                                                          |
|                                                               | Démocrate                                                     | Les Marsden (write-in)                                        | 596                                                           | 0,2                                                           |
| Total des votes                                               | Total des votes                                               | Total des votes                                               | 198 902                                                       | 100%                                                          |
|                                                               | Les Républicains conservent                                   |                                                               |                                                               |                                                               |

### 2012
| Élection de 2012 du 19e district congressionnel de Californie | Élection de 2012 du 19e district congressionnel de Californie | Élection de 2012 du 19e district congressionnel de Californie | Élection de 2012 du 19e district congressionnel de Californie | Élection de 2012 du 19e district congressionnel de Californie |
| ------------------------------------------------------------- | ------------------------------------------------------------- | ------------------------------------------------------------- | ------------------------------------------------------------- | ------------------------------------------------------------- |
| Parti                                                         | Parti                                                         | Candidat                                                      | Votes                                                         | %                                                             |
|                                                               | Démocrate                                                     | Zoe Lofgren (sortante)                                        | 162 300                                                       | 73,0                                                          |
|                                                               | Républicain                                                   | Robert Murray                                                 | 59 313                                                        | 27,0                                                          |
| Total des votes                                               | Total des votes                                               | Total des votes                                               | 221 613                                                       | 100%                                                          |
|                                                               | Les Démocrates conservent                                     |                                                               |                                                               |                                                               |

### 2014
| Élection de 2014 du 19e district congressionnel de Californie | Élection de 2014 du 19e district congressionnel de Californie | Élection de 2014 du 19e district congressionnel de Californie | Élection de 2014 du 19e district congressionnel de Californie | Élection de 2014 du 19e district congressionnel de Californie |
| ------------------------------------------------------------- | ------------------------------------------------------------- | ------------------------------------------------------------- | ------------------------------------------------------------- | ------------------------------------------------------------- |
| Parti                                                         | Parti                                                         | Candidat                                                      | Votes                                                         | %                                                             |
|                                                               | Démocrate                                                     | Zoe Lofgren (sortante)                                        | 85 888                                                        | 67,0                                                          |
|                                                               | Républicain                                                   | Robert Murray                                                 | 41 900                                                        | 33,0                                                          |
| Total des votes                                               | Total des votes                                               | Total des votes                                               | 127 788                                                       | 100%                                                          |
|                                                               | Les Démocrates conservent                                     |                                                               |                                                               |                                                               |

### 2016
| Élection de 2016 du 19e district congressionnel de Californie | Élection de 2016 du 19e district congressionnel de Californie | Élection de 2016 du 19e district congressionnel de Californie | Élection de 2016 du 19e district congressionnel de Californie | Élection de 2016 du 19e district congressionnel de Californie |
| ------------------------------------------------------------- | ------------------------------------------------------------- | ------------------------------------------------------------- | ------------------------------------------------------------- | ------------------------------------------------------------- |
| Parti                                                         | Parti                                                         | Candidat                                                      | Votes                                                         | %                                                             |
|                                                               | Démocrate                                                     | Zoe Lofgren (sortante)                                        | 181 802                                                       | 74,0                                                          |
|                                                               | Républicain                                                   | G. Burt Lancaster                                             | 64 061                                                        | 26,0                                                          |
| Total des votes                                               | Total des votes                                               | Total des votes                                               | 245 863                                                       | 100%                                                          |
|                                                               | Les Démocrates conservent                                     |                                                               |                                                               |                                                               |

### 2018
| Élection de 2018 du 19e district congressionnel de Californie | Élection de 2018 du 19e district congressionnel de Californie | Élection de 2018 du 19e district congressionnel de Californie | Élection de 2018 du 19e district congressionnel de Californie | Élection de 2018 du 19e district congressionnel de Californie |
| ------------------------------------------------------------- | ------------------------------------------------------------- | ------------------------------------------------------------- | ------------------------------------------------------------- | ------------------------------------------------------------- |
| Parti                                                         | Parti                                                         | Candidat                                                      | Votes                                                         | %                                                             |
|                                                               | Démocrate                                                     | Zoe Lofgren (sortante)                                        | 162 496                                                       | 74,0                                                          |
|                                                               | Républicain                                                   | Justin James Aguilera                                         | 57 823                                                        | 26,0                                                          |
| Total des votes                                               | Total des votes                                               | Total des votes                                               | 220 319                                                       | 100%                                                          |
|                                                               | Les Démocrates conservent                                     |                                                               |                                                               |                                                               |

### 2020
| Élection de 2020 du 19e district congressionnel de Californie | Élection de 2020 du 19e district congressionnel de Californie | Élection de 2020 du 19e district congressionnel de Californie | Élection de 2020 du 19e district congressionnel de Californie | Élection de 2020 du 19e district congressionnel de Californie |
| ------------------------------------------------------------- | ------------------------------------------------------------- | ------------------------------------------------------------- | ------------------------------------------------------------- | ------------------------------------------------------------- |
| Parti                                                         | Parti                                                         | Candidat                                                      | Votes                                                         | %                                                             |
|                                                               | Démocrate                                                     | Zoe Lofgren (sortante)                                        | 224 385                                                       | 71,7                                                          |
|                                                               | Républicain                                                   | Justin James Aguilera                                         | 88 642                                                        | 28,3                                                          |
| Total des votes                                               | Total des votes                                               | Total des votes                                               | 313 027                                                       | 100%                                                          |
|                                                               | Les Démocrates conservent                                     |                                                               |                                                               |                                                               |

### 2022
La Californie a tenu sa Primaire Jungle le 7 juin 2022, selon ce système de Primaire, tous les candidats sont sur le même bulletin de vote, et les deux arrivés en tête s'affronteront le jour de l'Élection Générale, à savoir le 8 novembre 2022.
| Primaire Jungle 2022 du 19e district congressionnel de Californie | Primaire Jungle 2022 du 19e district congressionnel de Californie | Primaire Jungle 2022 du 19e district congressionnel de Californie | Primaire Jungle 2022 du 19e district congressionnel de Californie | Primaire Jungle 2022 du 19e district congressionnel de Californie |
| ----------------------------------------------------------------- | ----------------------------------------------------------------- | ----------------------------------------------------------------- | ----------------------------------------------------------------- | ----------------------------------------------------------------- |
| Parti                                                             | Parti                                                             | Candidat                                                          | Votes                                                             | %                                                                 |
|                                                                   | Démocrate                                                         | Jimmy Panetta (sortant)                                           | 127 545                                                           | 67,3                                                              |
|                                                                   | Républicain                                                       | Jeff Gorman                                                       | 44 181                                                            | 23,3                                                              |
|                                                                   | Républicain                                                       | Dalila Epperson                                                   | 12 082                                                            | 6,4                                                               |
|                                                                   | Démocrate                                                         | Douglas Deitch                                                    | 5700                                                              | 3,0                                                               |

| Élection de 2022 du 19e district congressionnel de Californie | Élection de 2022 du 19e district congressionnel de Californie | Élection de 2022 du 19e district congressionnel de Californie | Élection de 2022 du 19e district congressionnel de Californie | Élection de 2022 du 19e district congressionnel de Californie |
| ------------------------------------------------------------- | ------------------------------------------------------------- | ------------------------------------------------------------- | ------------------------------------------------------------- | ------------------------------------------------------------- |
| Parti                                                         | Parti                                                         | Candidat                                                      | Votes                                                         | %                                                             |
|                                                               | Démocrate                                                     | Jimmy Panetta (sortant)                                       | 194 494                                                       | 68,7                                                          |
|                                                               | Républicain                                                   | Jeff Gorman                                                   | 88 816                                                        | 31,3                                                          |
| Total des votes                                               | Total des votes                                               | Total des votes                                               | 283 310                                                       | 100%                                                          |
|                                                               | Les Démocrates conservent                                     |                                                               |                                                               |                                                               |

### 2024
La Californie a tenu sa Primaire Jungle le 5 mars 2024, selon ce système de Primaire, tous les candidats sont sur le même bulletin de vote, et les deux arrivés en tête s'affronteront le jour de l'Élection Générale, à savoir le 5 novembre 2024.
| Primaire Jungle 2024 du 19e district congressionnel de Californie | Primaire Jungle 2024 du 19e district congressionnel de Californie | Primaire Jungle 2024 du 19e district congressionnel de Californie | Primaire Jungle 2024 du 19e district congressionnel de Californie | Primaire Jungle 2024 du 19e district congressionnel de Californie |
| ----------------------------------------------------------------- | ----------------------------------------------------------------- | ----------------------------------------------------------------- | ----------------------------------------------------------------- | ----------------------------------------------------------------- |
| Parti                                                             | Parti                                                             | Candidat                                                          | Votes                                                             | %                                                                 |
|                                                                   | Démocrate                                                         | Jimmy Panetta (sortant)                                           | 132 711                                                           | 65,0                                                              |
|                                                                   | Républicain                                                       | Jason Anderson                                                    | 58 285                                                            | 28,6                                                              |
|                                                                   | Vert                                                              | Sean Dougherty                                                    | 13 080                                                            | 6,4                                                               |

| Élection de 2024 du 19e district congressionnel de Californie | Élection de 2024 du 19e district congressionnel de Californie | Élection de 2024 du 19e district congressionnel de Californie | Élection de 2024 du 19e district congressionnel de Californie | Élection de 2024 du 19e district congressionnel de Californie |
| ------------------------------------------------------------- | ------------------------------------------------------------- | ------------------------------------------------------------- | ------------------------------------------------------------- | ------------------------------------------------------------- |
| Parti                                                         | Parti                                                         | Candidat                                                      | Votes                                                         | %                                                             |
|                                                               | Démocrate                                                     | Jimmy Panetta (sortant)                                       | 252 458                                                       | 69,3                                                          |
|                                                               | Républicain                                                   | Jason Anderson                                                | 111 862                                                       | 30,7                                                          |
| Total des votes                                               | Total des votes                                               | Total des votes                                               | 364 320                                                       | 100%                                                          |
|                                                               | Les Démocrates conservent                                     |                                                               |                                                               |                                                               |